# Ислам в Сингапуре

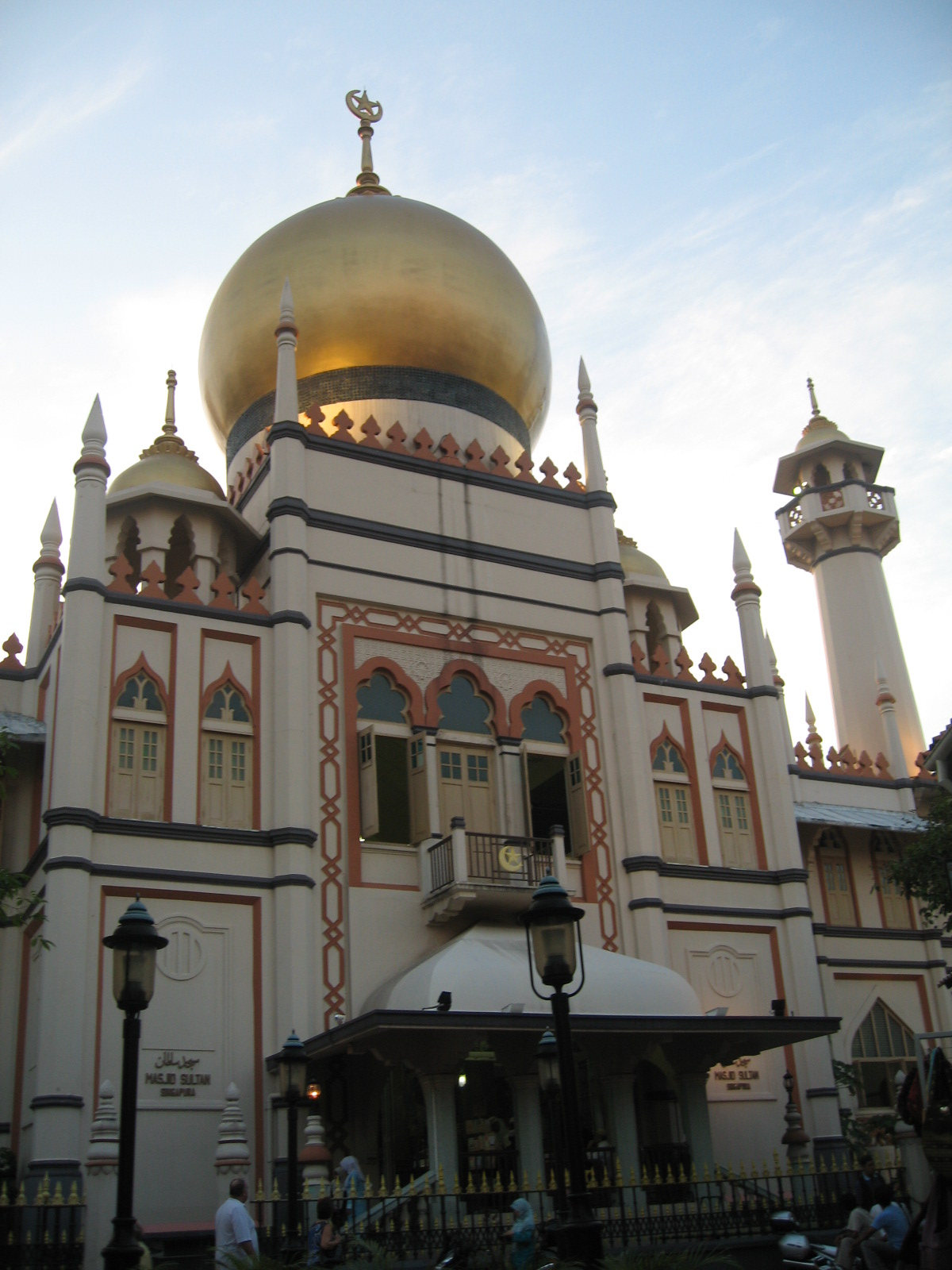
Мечеть Султана Хуссейна

Около 15% населения  Сингапура являются мусульманами. Большинство мусульман малайцы—сунниты. Помимо них в стране существуют индийские, пакистанские и китайские общины. Около 17 процентов мусульман Сингапура имеют индийское происхождение. Большинство сингапурских мусульман следуют шафиитской правовой школе, чуть меньше ханафитов (пакистанцы) и шиитов (имамиты, исмаилиты и др.).

## История
В 1915 году британские колониальные власти создали Мусульманский консультативный совет, которому было поручено консультировать колониальные власти по вопросам, связанным с исламской религией и обычаями. В 1963 году Сингапур стал частью Малайзии, а через 2 года отделился от неё, став независимым. Принятая Сингапуром новая Конституция гарантирует ответственность правительства для защиты, поддержки и развития политических, образовательных, религиозных, экономических, социальных и культурных интересов малайцев.
В 1968 году вступил в силу закон, определяющий полномочия и юрисдикцию Исламского религиозного совета Сингапура, Шариатского суда, Отдел записи  мусульманских браков.

## Мечети
В Сингапуре построено 69 мечетей. Все они, за исключением мечети Теменггонг Даенг Ибрагим, находятся в ведении Маджлис Угама Ислам Сингапура. 23 мечети были построены фондом строительства мечетей. Последняя мечеть, построенная фондом в 2009 году — Масджид аль-Мавадда. С 1974 года азан транслируется только внутри мечетей.